# HD 33564
HD 33564 (HR 1686) es una estrella de magnitud aparente +5,10 en la constelación de Camelopardalis, la jirafa.
En 2005 se anunció el descubrimiento de un planeta extrasolar en órbita alrededor de esta estrella.
HD 33564 es una estrella blanco-amarilla de tipo espectral F6V.
Tiene una temperatura superficial de 6554 ± 93 K y es más masiva que el Sol, con una masa de 1,34 masas solares.
Igualmente, su tamaño es más grande que el del Sol —su diámetro es un 45% mayor— y gira sobre sí misma con una velocidad de rotación proyectada de 14,5 km/s.
Mediante isócronas se ha estimado su edad en 500 millones de años, aunque otro estudio facilita una edad muy superior de 2900 millones de años.
Presenta una mayor abundancia relativa de metales que el Sol, siendo su índice de metalicidad [Fe/H] = +0,21.
Asimismo, su contenido de litio (logє[Li] = 2,17) es notablemente más elevado que el de nuestra estrella.
HD 33564 se encuentra a 68,1 años luz del sistema solar. 23 H. Camelopardalis, estrella de características muy parecidas, se encuentra a 11 años luz de ella.
Por otra parte, HD 33564 forma parte de la asociación estelar de la Osa Mayor, de la que también son miembros γ Leporis, 45 Bootis o 34 Leonis, todas ellas también muy semejantes a HD 33564.

## Sistema planetario
En 2005 se dio a conocer la existencia de un planeta —denominado HD 33564 b— en una órbita excéntrica (ε = 0,34) alrededor de esta estrella.
La separación media con ella es casi la misma que hay entre la Tierra y el Sol, siendo el periodo orbital de 388 días.
| Acompañante (En orden desde la estrella) | Masa (MJ) | Período orbital (días) | Semieje mayor (UA) | Excentricidad |
| ---------------------------------------- | --------- | ---------------------- | ------------------ | ------------- |
| HD 33564 b                               | > 9,1     | 388 ± 3                | 1,1                | 0,34 ± 0,02   |

Aunque en un principio se anunció que HD 33564 podía estar rodeada por un disco circunestelar semejante al que tiene Vega (α Lyrae), posteriormente su existencia fue refutada.
El exceso de radiación infrarroja detectado a 60 μm proviene en realidad de una galaxia de fondo situada en la misma línea de visión que la estrella.